# Michel Franco
Michel Franco (Ciudad de México, 28 de agosto de 1979) es un guionista, productor y director de cine mexicano de origen judío. 
Como director, destacan en su filmografía Después de Lucía (ganadora a Mejor Película en la sección Un Certain Regard (Una Cierta Mirada) del Festival de Cannes y Premio Horizonte en el Festival de San Sebastián, 2012), Chronic (nominada a la Palma de Oro y ganadora de Mejor Guion en el Festival de Cannes, 2015) y Las hijas de Abril (ganadora del Premio Especial del Jurado en la sección Un Certain Regard del Festival de Cannes). Su película, Nuevo orden, ganó el León de Plata Gran Premio del Jurado en el Festival Internacional de Cine de Venecia de 2020, donde también ganó el Leoncino D'Oro, entregado por el Jurado Joven del Festival.
Como productor, destacan 600 millas (dirigida por Gabriel Ripstein y ganadora a Mejor Ópera Prima en el Festival de Berlín, 2015) y Desde allá (dirigida por Lorenzo Vigas y ganadora del León de Oro en el Festival de Venecia, 2015).[cita requerida]

## Carrera
Michel Franco inició su carrera realizando cortometrajes después de sus estudios acerca de los medios. En el 2001, estrenó Cuando seas grande, como parte de una campaña de lucha contra la corrupción; llegó a proyectarse en 500 salas de cine de México. En el 2003, presentó su cortometraje Entre dos, que ganó el Gran Premio del Festival de Huesca y recibió el premio al Mejor cortometraje en el 
Festival de Cine de Dresde. Durante ese mismo periodo, realizó comerciales y videos, con su productora Pop Films.[cita requerida]
En el 2009, Daniel y Ana, su primer largometraje, fue seleccionado para la Quincena de los Realizadores de Cannes; posteriormente, participó en varios festivales internacionales, y se distribuyó en México, España, Francia y los Estados Unidos.[cita requerida]
El segundo largometraje de Michel como director, Después de Lucía, ganó el premio de la sección Un Certain Regard (Una Cierta Mirada) en el Festival de Cannes, mientras que su tercer largometraje, Chronic, ganó en este mismo certamen el premio al Mejor Guion en el 2015. En el 2017, regresó al Festival de Cannes a presentar su largometraje Las hijas de Abril, con la que ganó el Premio Especial del Jurado en la sección Un Certain Regard.[cita requerida]
En 2014, dirigió con Victoria Franco la película A los ojos, en la que siguen la historia de Mónica, una trabajadora social que trata asuntos con niños en situación de calle, a la vez que su hijo sufre de una enfermedad en las córneas. Entre otras cosas, se abordan temas como la vida de las personas que viven en las calles de la Ciudad de México.[cita requerida]
Fue el productor de la película 600 millas (dirigida por Gabriel Ripstein), ganadora a Mejor Ópera Prima en el Festival de Berlín en 2015. Ese mismo año, también produjo la película Desde allá (dirigida por Lorenzo Vigas), ganadora del León de Oro en el Festival de Venecia.[cita requerida]
En el 2019, su compañía productora Lucía Films cambia de socios. Michel se asocia con Lorenzo Vigas y la compañía productora se transforma en Teorema, y Mano de obra, ópera prima del director David Zonana, fue la primera producción tras el cambio de nombre. La película tuvo estreno mundial en el Festival de toronto y estreno europeo en Selección Oficial del Festival de San Sebastián.[cita requerida]
En el 2020, Michel Franco estrenó su séptima película, Nuevo orden, en el Festival Internacional de Cine de Venecia. Fue galardonada con el León de Plata Gran Premio del Jurado y con el Leoncino de Oro, premio entregado por el Jurado Joven del Festival. La prensa internacional elogió la película después de su estreno en septiembre, mientras en México fue acusada de clasista y de reflejar solo el punto de vista de la clase alta de México. De igual forma, la prensa mexicana reconoció el trabajo de Michel. El crítico de cine Leonardo García Tsao lo llamó "lo más ambicioso que ha hecho Franco en su momento y la desazón que produce es indicativo de su eficacia" 

## Filmografía
| Año  | Película/Cortometraje | Función como | Función como | Función como | Función como | Notas         |
| Año  | Película/Cortometraje | Director     | Guionista    | Productor    | Montador     | Notas         |
| ---- | --------------------- | ------------ | ------------ | ------------ | ------------ | ------------- |
| 2003 | Entre dos             | Sí           | Sí           | Sí           | Sí           | Cortometraje  |
| 2009 | Daniel y Ana          | Sí           | Sí           | Sí           | No           |               |
| 2012 | Después de Lucía      | Sí           | Sí           | Sí           | Sí           |               |
| 2013 | A los ojos            | Sí           | Sí           | Sí           | Sí           | Posproducción |
| 2014 | Princesa              | No           | No           | Sí           | No           | Cortometraje  |
| 2014 | Borde                 | No           | No           | Sí           | No           | Cortometraje  |
| 2014 | Reconciliados         | No           | No           | Sí           | No           | Cortometraje  |
| 2015 | Chronic               | Sí           | Sí           | Sí           | No           |               |
| 2015 | Desde allá            | No           | No           | Sí           | No           |               |
| 2015 | 600 millas            | No           | No           | Sí           | No           |               |
| 2017 | Las hijas de Abril    | Sí           | Sí           | Sí           | No           |               |
| 2019 | Mano de obra          | No           | No           | Sí           | No           |               |
| 2020 | Nuevo orden           | Sí           | Sí           | Sí           |              |               |
| 2021 | Sundown               | Sí           | Sí           |              |              |               |
| 2023 | Memoria               | Sí           | Sí           | Sí           |              |               |

## Premios y distinciones
Festival Internacional de Cine de Cannes
| Año  | Categoría                              | Película           | Resultado |
| ---- | -------------------------------------- | ------------------ | --------- |
| 2012 | Un Certain Regard                      | Después de Lucía   | Ganador   |
| 2015 | Mejor guion                            | Chronic            | Ganador   |
| 2017 | Premio del Jurado de Un Certain Regard | Las hijas de Abril | Ganador   |

Festival Internacional de Cine de San Sebastián
| Año  | Categoría                          | Película         | Resultado |
| ---- | ---------------------------------- | ---------------- | --------- |
| 2012 | Premio Horizontes-Mención especial | Después de Lucía | Ganador   |

Festival Internacional de Cine de Venecia
| Año  | Categoría                              | Película    | Resultado |
| ---- | -------------------------------------- | ----------- | --------- |
| 2020 | León de Plata - Gran Premio del Jurado | Nuevo orden | Ganador   |

Festival Internacional de Cine de Huesca
| Año  | Categoría                            | Resultado |
| ---- | ------------------------------------ | --------- |
| 2021 | Premio Ciudad de Huesca Carlos Saura | Ganador   |

| Premio                                    | Año  | Categoría                                  | Trabajo          | Resultado | Ref(s) |
| ----------------------------------------- | ---- | ------------------------------------------ | ---------------- | --------- | ------ |
| Premios Ariel                             | 2013 | Mejor guion original                       | Después de Lucía | Nominado  | [ 12 ] |
| Festival Internacional de Cine de Chicago | 2009 | Hugo de Oro "Nuevos Directores"            | Daniel y Ana     | Nominado  | [ 13 ] |
| Festival Internacional de Cine de Chicago | 2012 | Hugo de Oro "Mejor película internacional" | Después de Lucía | Nominado  | [ 14 ] |
| Festival Internacional de Cine de Chicago | 2012 | Hugo de Plata "Premio Especial del Jurado" | Después de Lucía | Ganador   | [ 14 ] |
| Premios Goya                              | 2013 | Mejor película iberoamericana              | Después de Lucía | Nominado  | [ 15 ] |
| Festival de Cine de Habana                | 2012 | Mejor director                             | Después de Lucía | Ganador   | [ 16 ] |
| Festival de Cine de Londres               | 2012 | Mejor película                             | Después de Lucía | Nominado  | [ 17 ] |
| Festival de Cine de Estocolmo             | 2012 | Caballo de Bronce "Mejor película"         | Después de Lucía | Nominado  | [ 18 ] |
| Festival de Cine de Salónica              | 2012 | Premio Horizontes                          | Después de Lucía | Nominado  | [ 19 ] |